# 1,3,5-三氮杂-7-磷杂金刚烷
1,3,5-三氮杂-7-磷杂金刚烷（英語：1,3,5-Triaza-7-phosphaadamantane，缩写PTA）是一种有机化合物，为六次甲基四胺（乌洛托品）的一个氮原子被磷原子取代的产物，化学式C6H12N3P。它可溶于水、甲醇、乙醇、DMSO、丙酮和氯仿，难溶于烃类溶剂。

## 制备及性质
六次甲基四胺与四羟甲基氯化𬭸、氢氧化钠和甲醛在水中反应，可以得到产物。它可以被过氧化氢、硝酸等强氧化剂氧化，得到相应的氧化膦；和硫（硒或硒氰酸钾）反应得到相应的硫化膦（硒化膦）。它在四氢呋喃中和nBuLi于室温反应，得到相应的锂盐Li+PTA−。和碘甲烷反应，生成季铵盐PTACH3+I−。